# Yuriy Nikulin
Pour les articles homonymes, voir Nikouline.
Yuriy Nikulin (en russe : Юрий Петрович Никулин, Iouri Petrovitch Nikouline), né le 8 janvier 1931 à Moscou et mort en 1988 à Léningrad, est un athlète soviétique puis russe, spécialiste du lancer du marteau.
Il est le père d'Igor Nikulin, également lanceur de marteau.
Il se classe 4e des Jeux olympiques de 1960 et 10e des Jeux olympiques de 1964.
Son record personnel au lancer du marteau, établi en 1969, est de 69,02 m